# Claude Carrère
Claude Carrère (Le Blanc, el Berry, 1929) és una historiadora, medievalista i professora universitària francesa.
Estudià a la Universitat de Tolosa, on fou deixebla de Philippe Wolff i es doctorà per la Universitat de París el 1967. Catedràtica d'història medieval a la Universitat de Montpeller, s'ha dedicat a la història econòmica de la corona catalanoaragonesa, especialment a Barcelona.
La seva contribució més important ha estat la seva tesi doctoral, una documentada monografia titulada Barcelone, centre économique à l'époque des difficultés, 1380-1462 (1967), que traduí al català Hermínia Grau: Barcelona, 1380-1462. Un centre econòmic en època de crisi (1977). Amb aquesta obra, Carrère intervingué en l'intens debat que havien iniciat Jaume Vicens i Vives i Pierre Vilar sobre la pretesa crisi catalana del s. XV. La historiadora procurà, amb la seva monografia, una ingent quantitat de dades, tot i que els resultats de la investigació no resten gaire clars: Carrère advoca decididament per la tesi catastrofista però, al capdavall, no aporta prou dades concloents sobre el debat de fons. El seu estudi, així i tot, dona informacions molt valuoses sobre el desenvolupament del comerç barceloní a la darreria de l'Edat Mitjana, així com de l'organització de l'important sector de la draperia.
També ha publicat alguns articles erudits en revistes especialitzades o bé obres col·lectives, sobretot basats en documentació mercantil i notarial: Le droit d'ancrage et le mouvement du port de Barcelona au milieu du XVe siècle (1953), Les draps de Cerdagne en 1345 (1966), Documents d'histoire économique barcelonaise au XVe siècle (1967), Le commerce des Occidentaux en Méditerranée au Moyen Âge (1975), La draperie en Aragon et en Catalogne au XVe siècle (1975) i Aux origines des Grandes Compagnies: la Compagnie catalane de 1302 (1975).